# Арц, Карл Мария
Карл Мария Арц (нем. Carl Maria Artz; 10 июня 1887, Дюссельдорф, Пруссия — 21 июля 1963, Залем) — немецкий дирижёр.

## Биография
Учился в Дюссельдорфе (1905—1909) у Юлиуса Бутса и Отто Найцеля, затем изучал композицию в Дрездене у Феликса Дрезеке и фортепиано в Лейпциге у Йозефа Пембаура.
В 1913—1921 гг. один из дирижёров Берлинского филармонического оркестра, одновременно в 1919—1921 гг. занимался созданием симфонического оркестра в норвежском городе Ставангер. Затем в 1925—1927 гг. работал на Мальте, в 1927—1928 гг. в Вене, в 1928—1929 гг. в Шафхаузене, в 1930—1936 гг. в Дюссельдорфе, в 1936—1940 гг. в Майнингене. В 1940—1945 гг. генеральмузикдиректор Зондерсхаузена, руководитель городского оркестра. По окончании Второй мировой войны жил и работал в Западном Берлине, продолжал выступать с Берлинским филармоническим оркестром.